# One Way Pendulum

One Way Pendulum est un film britannique réalisé par Peter Yates, sorti en 1964.

## Fiche technique
- Titre : One Way Pendulum
- Réalisation : Peter Yates
- Scénario : N.F. Simpson
- Production : Michael Deeley et Oscar Lewenstein pour Woodfall Film Productions
- Musique : Richard Rodney Bennett
- Photographie : Denys N. Coop
- Montage : Peter Taylor
- Pays d'origine : Royaume-Uni
- Format : Noir et blanc - Mono
- Genre : Comédie
- Durée : 90 minutes
- Date de sortie : 1964

## Distribution
- Eric Sykes : Mr. Groomkirby
- George Cole : Conseiller de Défense
- Julia Foster : Sylvia
- Jonathan Miller : Kirby
- Peggy Mount : Mrs. Gantry
- Alison Leggatt : Mrs. Groomkirby
- Mona Washbourne : Tante Mildred
- Douglas Wilmer : Juge / Technicien de maintenance
- Glyn Houston : Detective Inspecteur Barnes